# 金英植
金 英植（キム・ヨンシク、朝鮮語: 김영식、1959年7月18日 - ）は、大韓民国の教授、政治家。第6代金烏工科大学校総長、第21代韓国国会議員を歴任した。

## 経歴
嶺南大学校機械工学科、アイオワ大学、ペンシルベニア州立大学大学院機械工学科卒業。工学博士。1993年に韓国原子力研究所選任研究員を経て、金烏工科大学校教授（1994年〜2020年）、第6代金烏工科大学校総長（2013年4月25日〜2017年4月24日）、初代創業振興院理事長（2009年〜2011年）を務めた。
2020年の第21代総選挙では国民の力の候補として亀尾市乙選挙区から当選し、国会議員を1期務めた。在任中には国会科学技術情報放送通信委員会幹事を務めた。任期末の2024年3月、第22代総選挙の不出馬議員として、国民の力の衛星政党の国民の未来に参加した。退任後、2024年11月4日より第5代国家科学技術研究会理事長を務める。

## エピソード
2022年11月15日、野党議員が大統領夫人金建希のカンボジアの子供病院訪問を「貧困ポルノ」と呼んだのに対し、金建希を「国母」と称えて反論した。